# Karl Maria Heller
Karl Maria Heller (Rappoltenkirchen, 21 maart 1864 - Dresden, 25 december 1945) was een Oostenrijks entomoloog.
Karl Borromaeus Maria Josef Heller werd geboren in Rappoltenkirchen in het Tulln district, Oostenrijk als zoon van natuuronderzoeker Charles Bartholomew Heller. Hij studeerde natuurwetenschappen aan de Universiteit van Wenen, aan de Technische Universiteit Braunschweig en in Rostock en promoveerde in 1884. Als entomoloog en taxonoom hield hij zich voornamelijk bezig met kevers (Coleoptera) met een speciale belangstelling voor de exotische kevers, vooral de Indo-Australische snuitkevers (Curculionoidea). Hij beschreef honderden soorten, nieuw voor de wetenschap.
Zijn collectie wordt bewaard in het Staatliches Museum für Tierkunde in Dresden.
- Bibliothèque nationale de France: cb10858496g (data)
- Gemeinsame Normdatei: 116686650
- International Standard Name Identifier: 0000 0000 1389 2002
- Système universitaire de documentation: 194909263
- Virtual International Authority File: 40136349
- WorldCat: E39PBJkXqcTfv48V4drFHdW7HC